# Jelmstorf
Jelmstorf ist eine Gemeinde inmitten der Lüneburger Heide im Landkreis Uelzen, Niedersachsen. Die Gemeinde Jelmstorf gehört zur Samtgemeinde Bevensen-Ebstorf.

## Geografie

### Geografische Lage
Die Gemeinde liegt zwischen Bienenbüttel im Norden und Bad Bevensen im Süden, direkt an der B 4. Durch das Gemeindegebiet fließt die Ilmenau.

### Nachbargemeinden
Nachbargemeinden sind im Uhrzeigersinn die Gemeinden Bienenbüttel und Altenmedingen, die Stadt Bad Bevensen sowie die Gemeinde Natendorf.

### Gemeindegliederung
Die Gemeinde Jelmstorf besteht aus den Ortschaften Addenstorf, Jelmstorf und Bruchtorf sowie dem Wohnplatz Rockenmühle.

## Eingemeindungen
Am 1. Juli 1972 wurde die Gemeinde Bruchtorf eingegliedert.

## Politik

### Gemeinderat
Der Rat der Gemeinde Jelmstorf setzt sich aus einer Ratsfrau und acht Ratsherren zusammen.
| Wahljahr | UWGJ                                                                    | CDU        | FDP        | Grüne      | gesamt          |
| 2021     | 5 (55,6 %)                                                              | 2 (22,2 %) | 1 (11,1 %) | 1 (11,1 %) | 9 Sitze (100 %) |
|          | _________________________ UWGJ: Unabh. Wählerbündnis Gemeinde Jelmstorf |            |            |            |                 |

Letzte Kommunalwahl am 12. September 2021

### Bürgermeister/Verwaltung
Bürgermeister ist Markus Krug. Das Bürgerbüro befindet sich in der Bergstrasse 12, 29585 Jelmstorf.

### Wappen
Die Wappenbeschreibung lautet: In Silber ein mit dem mittleren Berg den oberen Schildrand fast erreichender grüner Dreiberg. Darauf über einem silbernen Wellenfuß ein goldenes Frachtfuhrwerk mit drei goldenen Warenballen.

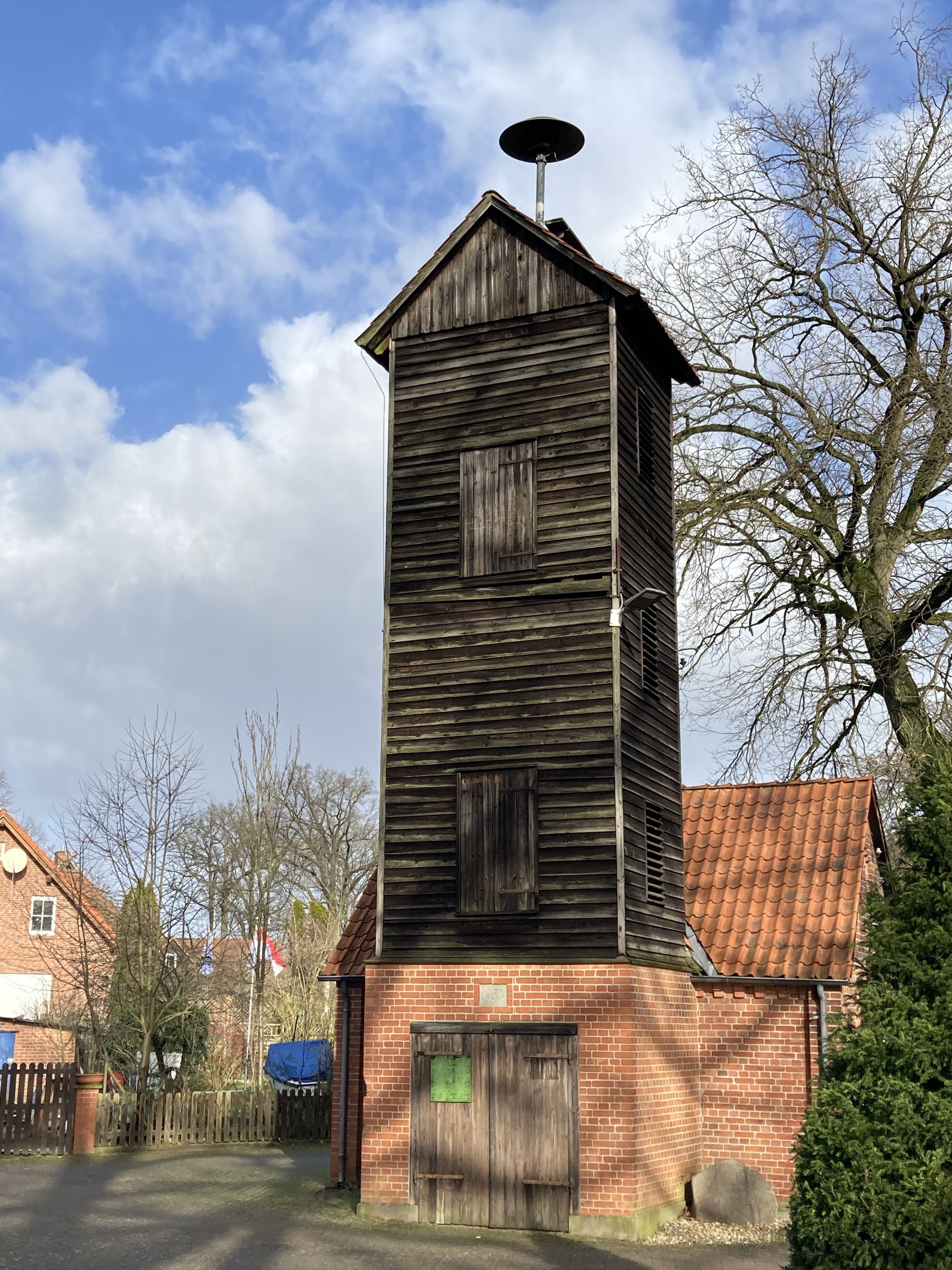
Schlauchturm der Freiwilligen Feuerwehr Jelmstorf

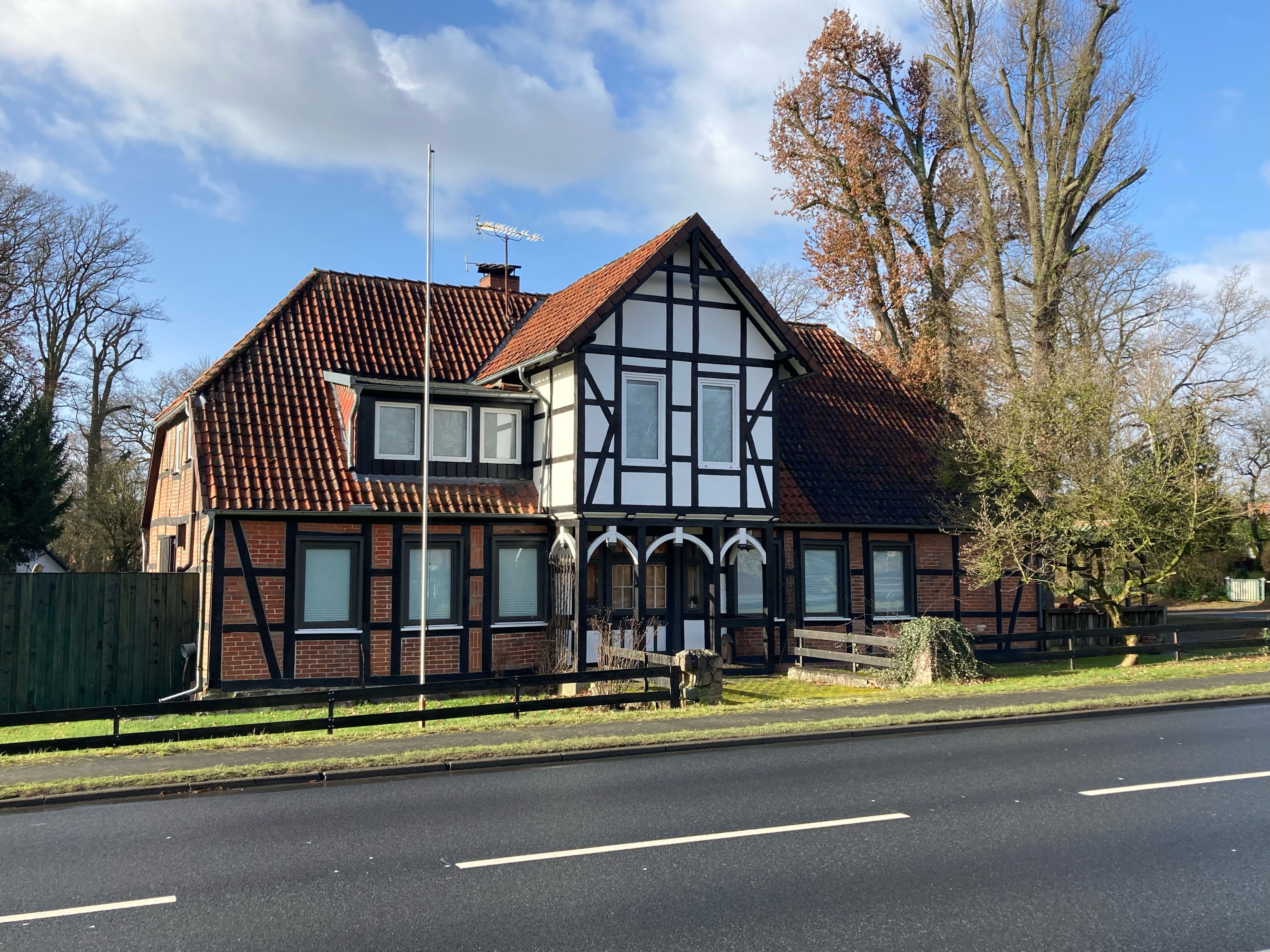
Ehemaliges Postgebäude

## Kultur und Sehenswürdigkeiten
- Schützenverein Jelmstorf und Umgegend e. V.
Der Schützenverein wurde 1926 gegründet und bestand bis 1939. Neugründung erfolgte am 11. März 1977. Im Jahr 1978 stellte die Gemeinde dem Schützenverein ein Gebäude auf dem alten Sportplatz als Schützenhaus zur Verfügung.
- Sportverein SV Jelmstorf
- Freiwillige Feuerwehr Jelmstorf gegründet 1912. Das Feuerwehrhaus befindet sich in der Ziegeleistraße 1. Die Brandschützer sind mit einem Tragkraftspritzenfahrzeug (TSF) der Firmen Ziegler/Opel ausgestattet.

## Persönlichkeiten
- Karl Meyer-Jelmstorf (1876–1954), niederdeutscher Autor und Heimatforscher, war Lehrer in Jelmstorf[6]